# Triclistus minutus
Triclistus minutus là một loài tò vò trong họ Ichneumonidae.